# Johann Nicolaus Pfitzer
Johann Nicolaus Pfitzer (* 1634 in Nürnberg; † 4. Januar 1674 ebenda) war ein deutscher Schriftsteller und Arzt. Im Jahr 1674 erschien posthum seine Bearbeitung des Fauststoffs, die für die Überlieferung der Sage von Bedeutung ist.

## Leben
Johann Nicolaus Pfitzer wurde 1634 in Nürnberg geboren. Er studierte an der Universität Straßburg (universitatis argentoratensis) Medizin und wurde 1660 mit einer Dissertation Über Pocken und Masern zum Doktor der Medizin promoviert. Im selben Jahr kehrte er nach Nürnberg zurück, wo er zum „ordentlichen Physikus“ bestellt wurde. 1665 wurde er Genannter des Grösseren Raths der Stadt. Sein 1668 erstmals erschienenes Buch Vernünfftiges Wunden-Urtheil gilt als erstens rechtsmedizinisches Buch deutscher Sprache. Pfitzer starb am 4. Januar 1674 in Nürnberg.

## Faustbuch
Das von Pfitzer verfasste Faustbuch Das ärgerliche Leben und schreckliche Ende deß vielberüchtigten Ertz-Schwartzkünstlers Johannis Fausti gehört zur Volksbuch-Überlieferung der Faust-Sage. Es war eine Bearbeitung des Faustbuchs von Georg Rudolf Widmann von 1599, nutzte aber auch dessen Vorgänger, die Historia von D Johann Fausten von Johann Spies (1587). Es wurde bis ins 18. Jahrhundert sechs mal aufgelegt und diente wohl als Vorlage für das Faustbuch des Christlich Meynenden von 1725.
Widmanns und Pfitzers Fassungen enthielten im Vergleich zur Historia sehr umfangreiche Kommentare (sie sind etwa doppelt so lang wie die Historia), ließen aber auch wesentliche Motive aus, insbesondere die „naturphilosophischen Disputationen, Fausts Expeditionen und Untersuchungen sowie Fausts naturphilosophische Antworten an Kollegen“ Pfitzer änderte nur wenig an Widmanns Fassung der Sage, veränderte und ergänzte jedoch viele der Kommentare. Eine systematische Auflistung der Pfitzerschen Änderungen findet sich bei Dumcke, der dessen Haupttätigkeit in einer „Modernisierung des ganzen Werkes“ und einem Streben nach besserer Lesbarkeit sieht.
Pfitzer betonte im Vergleich zu seiner Vorlage das Motiv der Begierde in Fausts Pakt mit dem Teufel. Das zeigt sich u. a. in der Wiedereinführung der Helena-Episode. Er ist auch der erste, der der Handlung eine Episode hinzufügt, in der Faust ein armes, aber attraktives Mädchen begehrt und in einem Kommentar die Geschichte einer ungewollt schwangeren und verlassenen jungen Frau erzählt, die ihr Kind dann tötet und später hingerichtet wird. Da diese Episoden auf Pfitzer zurückgehen, wird er als eine der Quellen der Gretchen-Tragödie in Goethes Faust angesehen. Otto Pniower argumentiert mit Verweis darauf und auf zahlreiche weitere Details in den frühen Teilen von Goethes Faust, die Übereinstimmungen mit Pfitzers, aber nicht den anderen Fassungen des Volksbuchs aufweisen, dass „Goethe Pfitzer schon für den Urfaust benutzt“ habe. Es ist allerdings nur belegt, dass Goethe das Pfitzersche Buch 1801 in Weimar auslieh, also lange nach Entstehung des Urfaust.

## Schriften
- Das ärgerliche Leben und schreckliche Ende deß vielberüchtigten Ertz-Schwartzkünstlers Johannis Fausti, Erstlich, vor vielen Jahren, fleissig beschrieben, von Georg Rudolph Widmann; Jetzo aufs neue übersehen [...] und vermehret Durch Ch. Nicolaum Pfitzerum. Nürnberg 1674 (Scan, Text – 635 Seiten; 6 weitere Auflagen bis 1726).
  - Ein Faksimiledruck der Ausgabe von 1834 erschien 1990 bei Schweier, Kirchheim/Teck. ISBN 3-921829-29-1
- Vernünfftiges Wunden-Urtheil. Wie man nemlich Von allen Wunden deß menschlichen Leibes gründlichen Bericht, ob solche gefährlich, tödtlich, oder nicht, vor Gericht, und anderswo, ertheilen möge: Allen, so wol Gerichten und Rechtsverständigen zur Nachricht [.] In zwey Bücher abgetheilet. Anietzo zum andern Mal aufgelegt, vermehret, und mit einem Anhang einer kurtzen Anweisung für die angenommenen Feldscherer; zusamt einem Feld-Kasten, versehen. J. A. u. W. Endter Erben, Nürnberg 1668 (mdz-nbn-resolving.de – 2. Auflage, mit einer Vorrede von Johann Georg Volckamer, ebenda 1674).
- Zwey sonderbare Bücher, von der Weiber Natur, wie auch Deren Gebrechen und Kranckheiten. Aus den bewährtesten, sowol alten, als neuern Natur- und Artzney-Kunst-Erfahrnen, mit Fleisse zusammen verfasset. Endter, Nürnberg 1673 (digitale-sammlungen.de).